# Rhacophorus bisacculus
Rhacophorus bisacculus és una espècie de granota que es troba a Cambodja, l'Índia, Tailàndia i, possiblement també, a Laos i Myanmar.
Està amenaçada d'extinció per la pèrdua del seu hàbitat natural.